# 징펑먼역
징펑먼역(중국어: 景风门站)은 중국 베이징시 펑타이구 펑타이 가도 위안먼 가도의 위안먼 외대가·위린 남로 교차로에 위치한 베이징 지하철 14호선과 19호선의 지하철 환승역으로, 금중도 경풍문(景风门) 유적지의 위치를 따서 제정되었다. 14호선은 리쩌 상무구역 구간 공사가 지연되어 동쪽과 서쪽 구간으로 나누어져 이 역을 일시적으로 이용할 수 없었고, 2021년 11월 11일 관통 지도의 시범 운행으로, 2021년 12월 31일에 14호선 일부가 개통되었다. 19호선 징펑먼역은 2022년 7월 30일 개통되어 환승역이 되었다.

## 역 구조

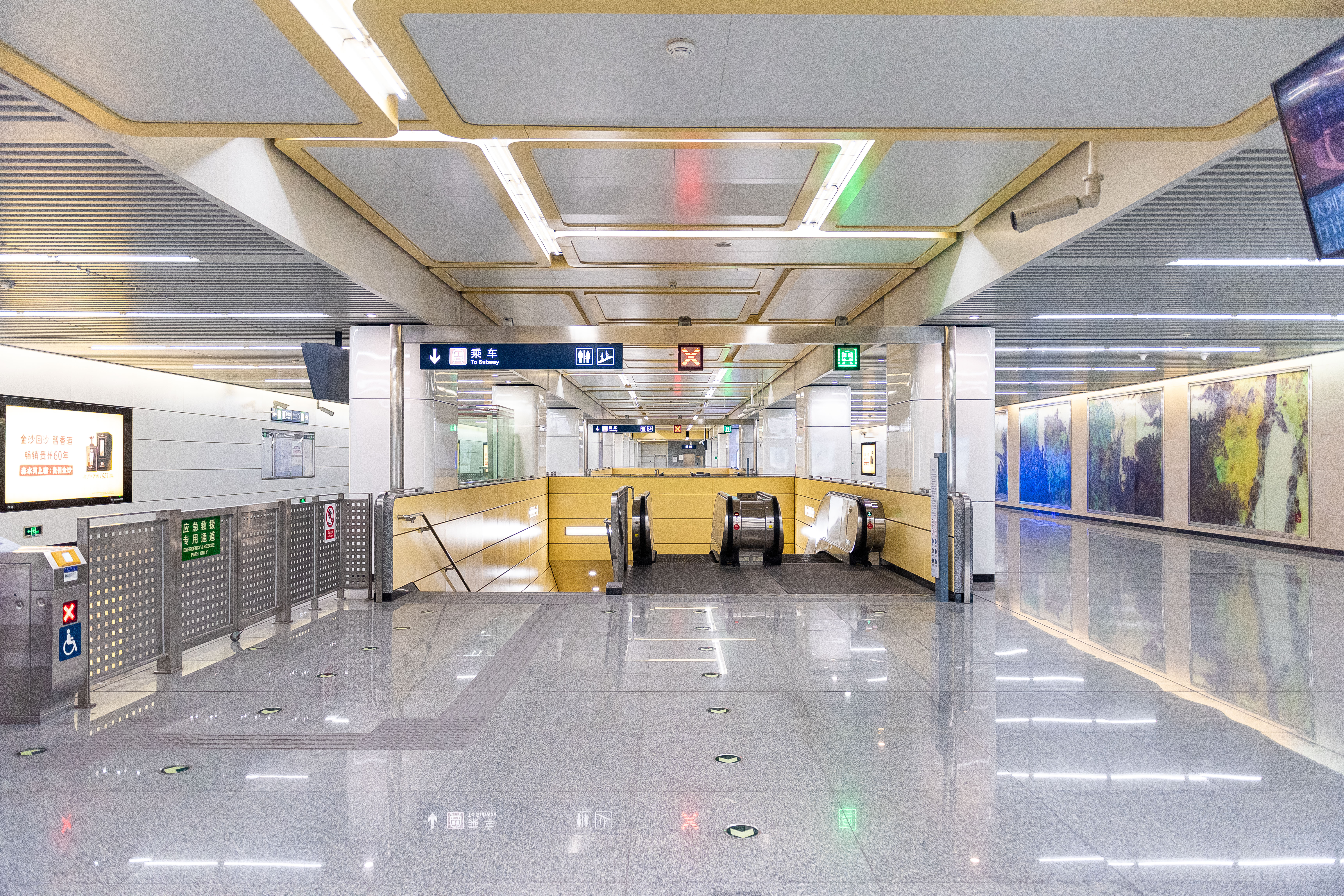
14호선 대합실

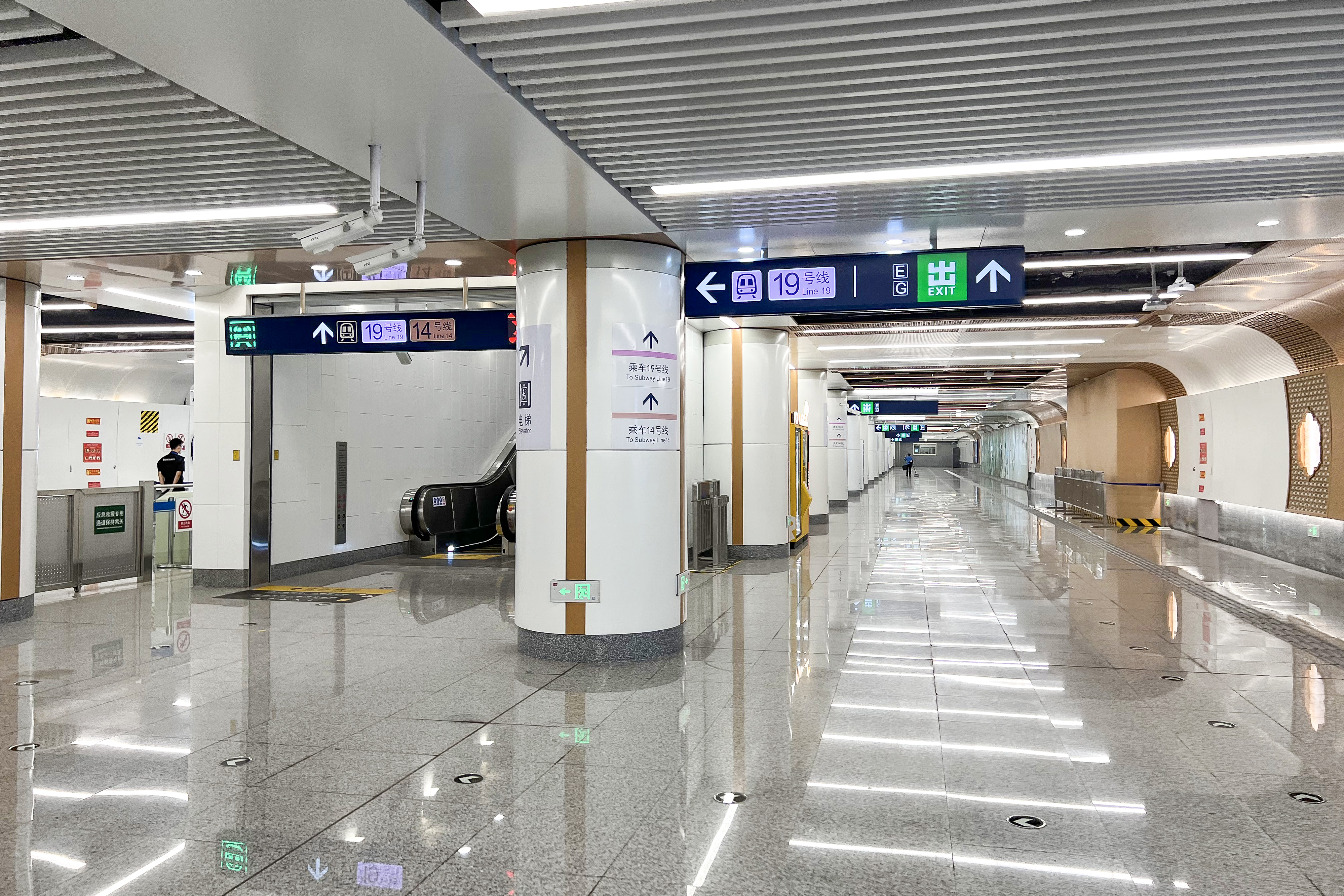
19호선 대합실

14호선 징펑먼역은 지하 3층, 2열, 3경간 섬식 승강장의 역으로 위안먼 외대가(右安门外大街)와 량수이 강(凉水河) 교차로의 북동쪽에 위치하며 총 길이는 186.4m이고, 표준 구역 폭은 20.9m이다. 동서 방향으로 2개의 출입구(B 및 D 번호)와 3개의 비상구 및 2개의 공기 덕트가 있다. 19호선 징펑먼역은 지하 2층, 2열, 3경간 섬식 승강장의 역으로 위안먼 외대가의 남북 방향으로 설치되었고 총 길이는 248.8m이고, 폭 22.6m, 높이 15.62m, 바닥 깊이는 약 23m이다. 19호선이 14호선과 교차하는 역으로 승강장 아래에 대합실이 배치된 보기 드문 지하철역이다.
19호선 역 개통 초기부터 현재까지 14호선과 19호선 간 환승은 19호선 승강장 남쪽 계단과 상부에 위치한 대합실을 거쳐야 했다.

### 층별 구조
| 지면층   | 가도                            | 출입구, D/E 출입구 고객센터, 자동 매표기, 출입 게이트 |
| 지하 1층 | 14호선 대합실                   | B 입구 고객센터, 자동 매표기, 출입 게이트             |
| 지하 2층 | ←                               | ■ 19호선 무단위안 방면 (뉴제)                         |
| 지하 2층 | 섬식 승강장, 왼쪽 출입문이 열림 |                                                       |
| 지하 2층 | →                               | ■ 19호선 신궁 방면 (차오차오)                         |
| 지하 2층 | 장치 계층                       | 14호선 역사 설비                                      |
| 지하 3층 | 19호선 대합실                   | G 입구 고객센터, 자동 매표기, 출입 게이트             |
| 지하 3층 | ←                               | ■ 14호선 장궈좡 방면 (시톄잉)                         |
| 지하 3층 | 섬식 승강장, 왼쪽 출입문이 열림 |                                                       |
| 지하 3층 | →                               | ■ 14호선 산거좡 방면 (베이징 남)                      |

## 출입구
이 역은 B, D, E, G 4개의 출입구가 있다. 계획에 따르면 출입구 D와 G에 수직 엘리베이터가 있지만 아직 수직 엘리베이터는 사용되지 않는다.
|                                   |                                  |                                       |      |             |
|                                   |                                  |                                       |      |             |
| 출구                              | 지시                             | 출구 인근                             | 사진 | 무장애 시설 |
| ■ 14호선 역사와 연결              |                                  |                                       |      |             |
| 出口 · B                          | 왕린 남로(玉林南路) 북측         |                                       |      | 빈칸        |
| 出口 · D                          | 위안먼 외대가(右安门外大街) 동측 | 펑타이구 부치보건원(丰台区妇幼保健院) |      |             |
| ■ 19호선 역사와 연결              |                                  |                                       |      |             |
| 出口 · E                          | 위안먼 외대가(右安门外大街) 서측 |                                       |      | 빈칸        |
| 出口 · G                          | 위안먼 외대가(右安门外大街) 서측 |                                       |      | 빈칸        |
| 아이콘 설명: 휠체어 보조기구 제공 |                                  |                                       |      |             |